# イデオロギー
イデオロギー（独: Ideologie, 英: ideology）とは、観念 (idea) と思想 (logos) を組み合わせた言葉であり観念形態である。思想形態とも呼ばれる。文脈によりその意味するところは異なり、主に以下のような意味で使用される。
通常は政治や宗教における観念を指しており、政治的意味や宗教的意味が含まれている。
- 世界観のような物事に対する包括的な観念。
- 日常生活における哲学的根拠。ただ日常的な文脈で用いる場合、「イデオロギー的である」という定義はある事柄への認識に対して事実を歪めるような虚偽あるいは欺瞞を含んでいるとほのめかすこともあり、マイナスの評価を含むこともある。
- 主に社会科学の用法として、社会に支配的な集団によって提示される観念。

## 歴史

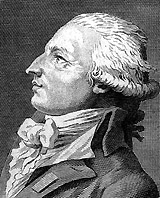
デステュット・ド・トラシー

イデオロギーという用語は初め、観念の起源が先天的なものか後天的なものかを中心的な問題とする学の名であった。この用法はデステュット・ド・トラシー（Destutt de Tracy）『観念学原論』（1804-1815）に見られる。
彼に代表される活動家達はイデオローグ（idéologue）と呼ばれ、1789年のフランス大革命以降、怪しげなものとして見られていたアンシャン・レジーム時代の思想のなかで啓蒙主義的な自由主義を復興させようとし、革命期から帝政にかけてフランスリベラル学派の創始者、指導的立場となった。こうした国家の在り方を決めるイデオロギーを政治イデオロギーと呼ぶ。

当初は人間の観念に関する科学的な研究方法を指していたが、やがてその対象となる観念の体系そのものをいうようになった。
20世紀は政治イデオロギーの対立による世界的な戦争が数多く発生した。特に冷戦は自由主義・資本主義と社会主義・共産主義の対立構造が極端に顕れた事例である。21世紀に入ってから国際協調の進展によって世界的な戦争は沈静化したものの、中国や北朝鮮等の社会主義国とその他自由主義国の対立構造は存続している。また、経済においても、新自由主義の弊害から修正資本主義が注目され、両者の間で対立が起きるなど、イデオロギーの対立が起こっている。

## 定義と特徴

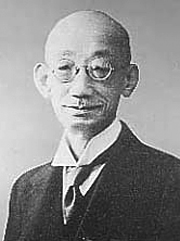
大正デモクラシーの政治的イデオロギーともいえる天皇機関説を述べた美濃部達吉

イデオロギーの定義は曖昧で、また歴史上その定義は一様でない。イデオロギーの定義には認識論を含むもの、社会学的なものがあり、互いに矛盾している。しかし、それぞれが有意義な意味を多数もっている。そのためディスクールや同一化思考などの類似概念と置き換え可能ではない。

### マルクス主義による定義

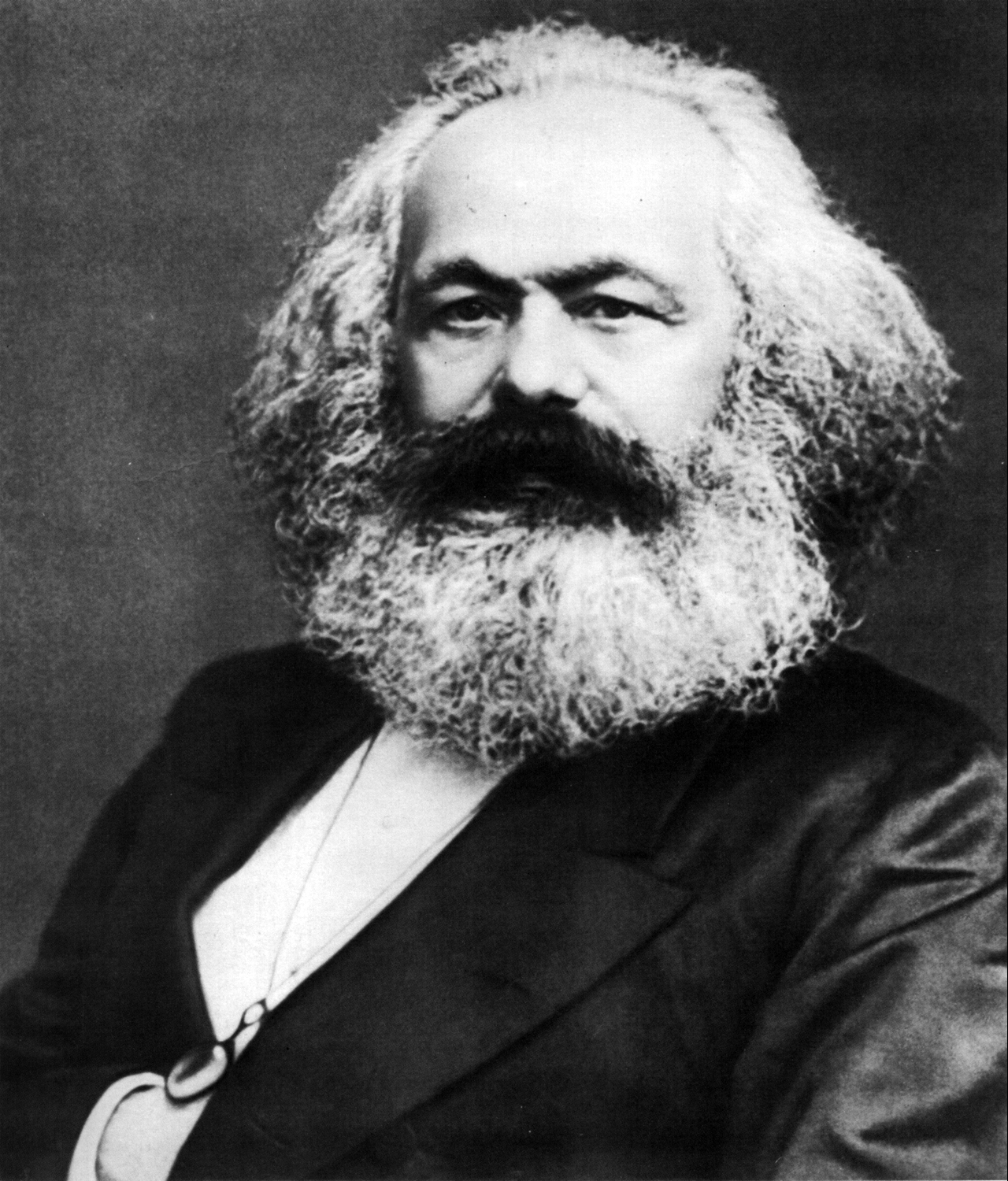
階級闘争とイデオロギー研究を結びつけたマルクス

以下はイデオロギーの定義で代表的なものと考えられるマルクスの定義をあげる。
マルクス主義におけるイデオロギーとは、観念そのものではなく、生産様式などの社会的な下部構造との関係性においてとらえられる上部構造としての観念を意味している。マルクスは最初、ヘーゲルとその後継者たちによって示された観念の諸形態について、社会的な基盤から発しながらあたかも普遍的な正当性を持つかのようにふるまう、と批判したことからイデオロギーの階級性について論じるようになる。
マルクス＝エンゲルス共著『ドイツ・イデオロギー』(1845年)においてはじめてイデオロギーという用語が登場し、階級社会におけるイデオロギーの党派性が分析された。すなわち、階級社会では特定の階級が利益を得るための特定のイデオロギーが優勢になり、上部構造と下部構造の相互作用が生じて、必然的に自らを正当化するというのである。マルクスはイデオロギーのこのような性質を虚偽意識としてのイデオロギーと呼び、階級的な利害に基づいて支配体制を強化するものであると考えた。
この分析に従えば、階級制度は必ずイデオロギーを伴うものであるから、イデオロギーを批判することは階級闘争の中で最も重要な活動である。
その一方で、旧ソ連には、軍隊にはイデオロギー担当将校、議会にはイデオロギー担当議員が配置されていた。

### 科学技術とイデオロギーの関係

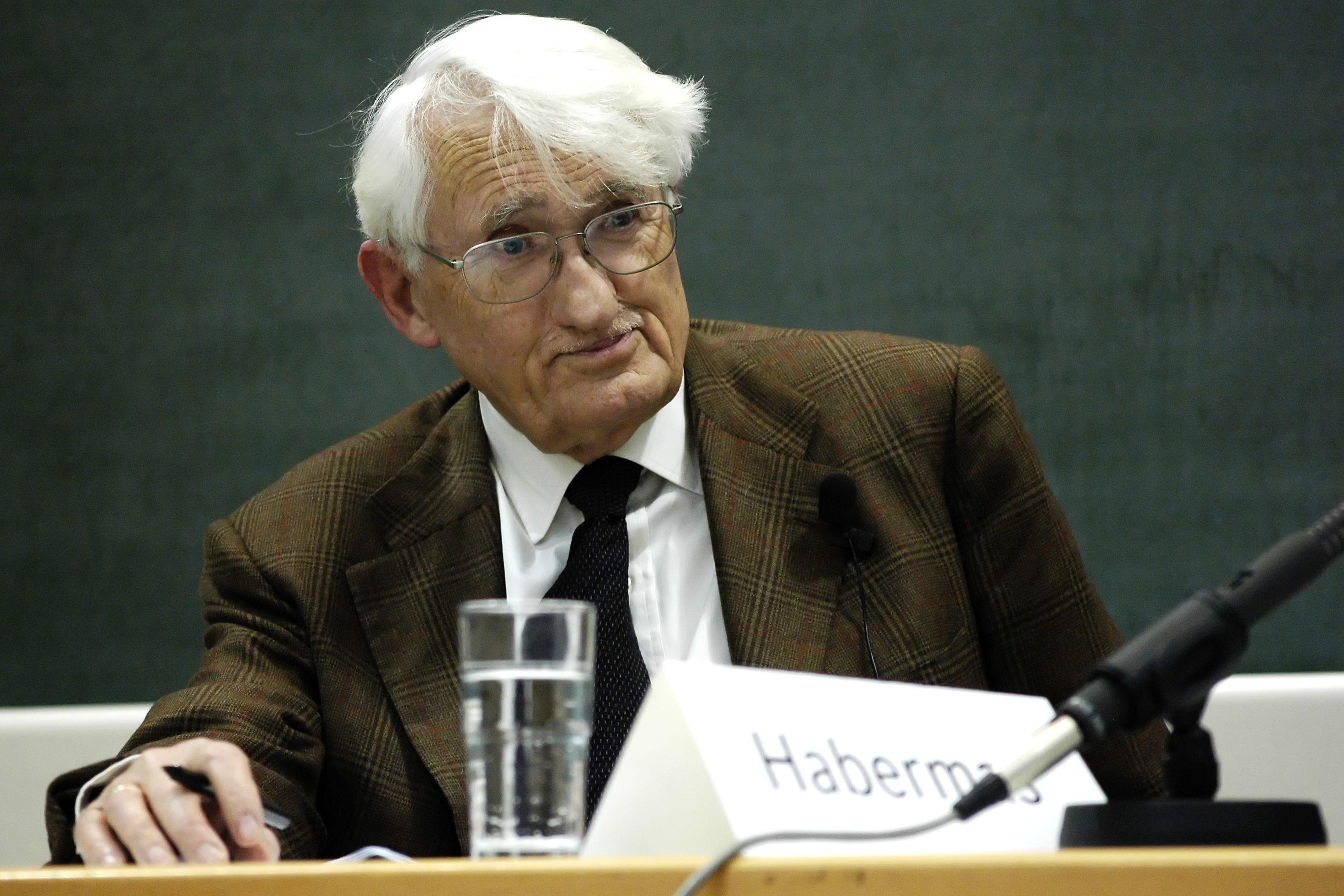
イデオロギーを含む政治行為が科学技術の目的合理性にしたがうと述べたハーバーマス

ユルゲン・ハーバーマスは、現代社会では科学技術が個人の思想とは関係なく客観的に体系化されており、目的合理性において科学技術の体系は絶対的な根拠を持っているとした。ゆえにあらゆる政治行為の価値はまず目的合理性において科学的あるいは技術的に正当なものであるかどうかの判断抜きには成立せず、イデオロギーが何らかの制度を社会に確立するときに目的合理性に合致しているかどうかということは大きな影響を持つとされた。ときにはこのような目的合理性がそれ自体で支配的な観念となり、人間疎外をもたらすと指摘した。すなわちこのような目的合理性が支配的な社会では、文化的な人間性は否定され、人間行動は目的合理性に適合的なように物象化されていくと警告したのである。これは後述のシュミットに通じる考え方である。
しかし一方でトーマス・クーンのパラダイム理論が示唆するように、歴史的には科学理論も技術的に十分検証可能でないときは、必ずしも目的合理的でない、思想的な理論信仰によって主流な科学理論 —したがって科学の方向性も— が決定されてきたということが指摘されている。
このような見方に従えば、歴史的には科学とイデオロギー（と呼びうるような思想信条）の間に相補的関係が成り立ってきたということもできる。たとえば天動説はキリスト教信仰と密接に結びついていたし、地動説についても太陽崇拝であるヘルメース信仰との関連性を指摘する説がある。技術的な進歩によって地動説の正しさが裏付けられたが、技術的に完全な検証が不可能な段階では、どちらの説をとるかは思想信条によって判断されたという見方である。実際にダーウィンの進化論を否定して、聖書的な創造論を学校で教えるべきという運動がアメリカ合衆国で広汎に存在するが、これは進化論が技術的には必ずしも完全に検証されているわけでなく、たとえばパウル・カンメラーによるサンショウウオやサンバガエル、ユウレイボヤの実験のように、現在のダーウィン的な進化論で説明がつかないとされる実験結果が報告されていたり、宇宙物理学や心理学の立場からダーウィン的な進化論と対立するような目的論的な見解（サイバネティクスによるコンプトン効果の説明や心理学的な目的論など）が提示されていることによる。もちろんこれらの事実はダーウィンの進化論に懐疑を促す事実であっても、創造論を積極的に支持するような内容ではない。とはいえ、科学理論に対して技術的に検証不可能である場合、思想信条により科学理論が選択されうることは、多くの科学史家が認めるところである。
したがってあらゆるイデオロギーが科学技術のような、客観的な目的合理性の上に成り立っているならば、その次元での正当性を論じることによってイデオロギー的政治行為と正しい政治行為の間に判別が可能であると考えられる。目的合理性において明らかに欺瞞を含む政治行為が、正当な政治行為であるわけはないから、社会的なコミュニケーションのレベルでのイデオロギーの摘出には十分効果を期待できる分析であるといえる。
このような見方の欠点は、イデオロギーが目的合理性に則った社会的なコミュニケーションの場のみで成り立っているかという点に盲目なことである。上述したように、イデオロギーの核心をなす信条や信仰は目的合理性とはほとんど関係ないから、イデオロギー的政治理念が目的合理性に則った政治行為を主張するということも成り立つため、このようなイデオロギーの分析にはあまり有効ではない。
また技術的発展によってイデオロギー的な観念支配から脱却できるかという問題がある。
1933年にナチスに入党したカール・シュミットは、右派的なイデオロギーを持っていた。シュミットは、ハーバーマスが目的合理性と呼んだような、技術を中立的で、したがって中性的であると見なす考え方を技術信仰と呼んで非難している。技術信仰の立場に立つと、中立で中性的な技術の進歩により、あらゆる思想的な対立は解消されていくとされる。シュミットによれば、このような技術は中立的であるがゆえに、さまざまな政治理念に武器として奉仕することができる。
シモーヌ・ヴェイユは技術のもたらす生産性の発展が必ずしも約束されたものではないこと、ある種の濫費形態が排除されても別の濫費形態が生じてくることを指摘している。ヴェイユは具体例としてエネルギー源をあげ、石油や石炭が枯渇した場合、代替されると予想されるエネルギー源が生産性において石油や石炭に勝っているというようなことは簡単に予想されず、社会がエネルギー的に優れた方向へ進化し続けるということを疑問視している。社会の生産力の発展が抑圧を必然的に解消する —なぜならマルクスによれば階級社会が消滅すればイデオロギー的抑圧なるものは存在しなくなるから— というマルクスの見方にも否定的である。またヴェイユは抑圧を批判しているはずのマルクス・レーニン主義が抑圧を生み出していることを指摘し、このことは抑圧がどのような政治体制のもとであれ存在していることを表しているとした。したがって社会発展がどんなに進んでも抑圧は存在し、その抑圧の根拠となるイデオロギーは常に存在することになる。ヴェイユによれば抑圧の形態に対し常に注意を払い、研究を怠らないことでイデオロギーの潜在を明らかにしていくべきだと述べている。

## 日本におけるイデオロギー研究
日本におけるイデオロギー研究の先駆としては幸徳秋水の『廿世紀之怪物帝国主義』が注目される。この著作において幸徳は、当時の政府の膨張政策を愛国主義と軍国主義の産物であると分析し、おもに道徳的立場から批判している。当時の膨張主義が非合理な野性に発していること、国家生存の原因を領土の広狭であると偽っていること、挙国一致の名のもとに政治闘争を封殺していることなど、そのイデオロギー的性格を指摘している。
大正期の哲学者である左右田喜一郎は『文化価値と極限概念』のなかで当時の官僚的な政府の哲学を宗教的非合理的であると批判し、あらゆる文化価値を同等に尊重する文化主義・人格主義を主張した。すなわち日本の独自性という欺瞞を掲げ、学問・政治の自由を抑圧している藩閥政府イデオロギーに対して大正デモクラシーを擁護した。しかし同時にプロレタリア独裁を掲げる「社会民主主義」を階級主義的な「限られたる民主主義」と定義し、イデオロギー的に抑圧した。
戸坂潤は『日本イデオロギー論』を著し、日本におけるイデオロギー批判を初めて体系的にまとめあげた。日本の特権階級のイデオロギーを哲学的観念論にあるとし、その社会的適用を通じて復古主義的な日本主義が出現し、ファシズム的軍国主義と結びついて日本イデオロギーが形成、発展してきたとする。また自由主義思想がたやすく日本主義に転化しやすいという点を指摘し、自由主義を中間的な勢力とみる当時の風潮を偽りであるとした。彼はイデオロギーを客観的現実（すなわち下部構造）の歪曲された模写であり、独自に発展法則をもつと指摘している。
丸山眞男は『日本の思想』のなかで、日本社会においては伝統的にイデオロギー批判が理論的・政治的立場でおこなわれることがなく、現実肯定という形で既成の支配体制への追従が繰り返されてきたと述べた。この現実肯定という形である種の理論を無価値化することを丸山は「実感信仰」とよび、西洋の「理論信仰」と対置させているが、これは論理より感覚を重視するという意味での単なる感覚主義ではない。「実感信仰」は事実主義や伝統主義を含み、「理論信仰」は科学主義あるいは理論主義的な立場を念頭に置いていると考えられる。
藤田省三は『天皇制国家の支配原理』において、天皇制を支えたイデオロギーとしてヨーロッパ的な社会有機体説と東洋的な儒教政治論が矛盾しながら結合した「家族国家論」を措定した。この「家族国家」は内面的には政治・学問の分野において官僚主義的立場を徹底させ、外面的には「家」の拡大という形での膨張主義を伴うとされた。またこのような「家族国家論」は天皇制国家を家と同質に自然的なものと見なす非政治的な本質を持っており、このことによって天皇制それ自体は日本社会のあらゆる利害を中和する象徴としてイデオロギー的に祭り上げられたと説いている。

## 現代への課題
冷戦の終結後、イデオロギーの終焉を説く声が強まっている。社会民主的な中道・福祉政党が世界の大勢を占め、かつてのようなイデオロギーをふりかざすことなく職業的・専門的な政治家・官僚によって純粋に生活向上が図られる世界に向かっているのが現代である、という分析である。また思想の面からは主に構造主義者によってイデオロギーはディスクールに還元可能であるとされた。また、統計的な多文書分析は、イデオロギーの政党構成と政策成果との間に相関関係がないことも示している。しかし、これらの事実はイデオロギーの終焉を必ずしも意味しない。以下代表的なイデオロギー終焉論について簡単な内容を記すとともに、その問題点を指摘する。

### マルクス主義的な見方の限界
資本主義社会はその経済論理をすべての階級に及ぼし、同化吸収的に階級社会を消滅させたと説かれた。ゆえにこのような社会では階級闘争は終結し、それに伴って深刻なイデオロギー的対立は解消したとされた。
しかしマルクスの見方には大きな欠陥がある。階級的な利害がイデオロギー的であることはもちろんであるが、イデオロギー自身は必ずしも階級的な利害を必要としない。つまりイデオロギーは何らかの階級制度や階級闘争を前提としない。前述のヴェイユの立場からも階級社会が解消されてもイデオロギー的抑圧がなお存在するであろうことはおそらく確実であると思われる。そもそも社会を階級闘争的にみる見方でさえ、社会的抑圧の形態を偽っているという意味でイデオロギー的であるといえる。

### 構造主義によるイデオロギー終焉論
またフーコーら構造主義の哲学では制度や権力に結びつく言語表現としてのディスクールによってイデオロギーは置き換え可能だとされた。彼らは実際生活上あらゆる言語は意識的にしろ無意識的にしろ権力や政治と結びついていない言語はないし、またあらゆる言語は政治的になりうることを主張し、そのような言語ないし言語的コミュニケーションをディスクールと名付けた。
構造主義者のディスクールに対しては定義でも記述したように、イデオロギーはただ政治的なだけではない。なんらか固有の見方、世界観を含み排他的である。意味的に中立的なディスクールとは代替不可能であり、イデオロギーはディスクールに還元できない固有の意味を持つ。

### 経済学におけるイデオロギー終焉論
さらに冷戦終結後、国際経済における資本主義の影響力が完全なものとなったため、意識的に資本主義の根本システムを改変することは事実上不可能なものとなっており、無条件で受け入れざるを得ないものとなっている。全ての経済・社会上の問題は資本主義的全体の一問題とされ、イデオロギーを介在させずに技術的に解決可能とされる。たとえば南北格差問題や紛争問題を経済上の利害に還元し、市場経済の範囲内でさまざまな調整をすることによって解決可能だとする見方である。この立場では資本主義的経済原理をすべての人が受け入れている以上、イデオロギー闘争のような根本的な思想対立はありえないと主張された。
しかし民族的な問題や宗教的な問題がしばしば国際紛争に発展することを見ても明らかなように、たとえ資本主義の原則を全ての人が認めたとしてもイデオロギー対立は存在しうる。イデオロギーの根本は信条や信念、あるいは党派的利害であって、経済原理や社会問題から出発してその思想を形成するのではない。

### 多元主義的立場からのイデオロギー終焉論
最後に現代のような価値の多様化を認めている時代状況においてはイデオロギーは相対的に合理化して眺めることが可能で、政治的正当性の根拠は不毛な観念論争ではなく現実生活に即した実利にあるという主張がある。現代の知識人は自己のイデオロギーを諧謔的に意識化することで偽りの信念を見抜くことができ、それが行動に結びつくことはないと説かれた。
これに対しては主に二つの観点から誤りを指摘することが出来る。まずイデオロギーは語られていることだけにあるのではなく、行動や社会状況にも含まれている。つまりイデオロギーは人々がどう考えるかという問題ではなく、現にある社会状況に刷り込まれ事実関係を偽っていることがあり、イデオロギー的信条を実際は信奉していないのにもかかわらず、イデオロギーに奉仕していることがある。たとえばある種のイデオロギーを掲げた政策にそのイデオロギー性を認識しつつも実利を優先して迎合することはイデオロギー的目的に奉仕していることであり、イデオロギーから自由になっているとは言えない。また実利を最優先するこのような考え方それ自体がイデオロギー的である。実利や観念、社会状況、経済原理などはそれぞれ別次元の問題である。たとえばイデオロギーの含む世界観、倫理観は現実生活の実利とは関係ない場合が多いし、実利を優先するかそれとも他の何らかの観念を優先するかは個人のイデオロギー的な問題である。イデオロギーが価値の多様化の中でほかの何らかの価値の間に埋没するという主張は正しい見方ではないといえる。

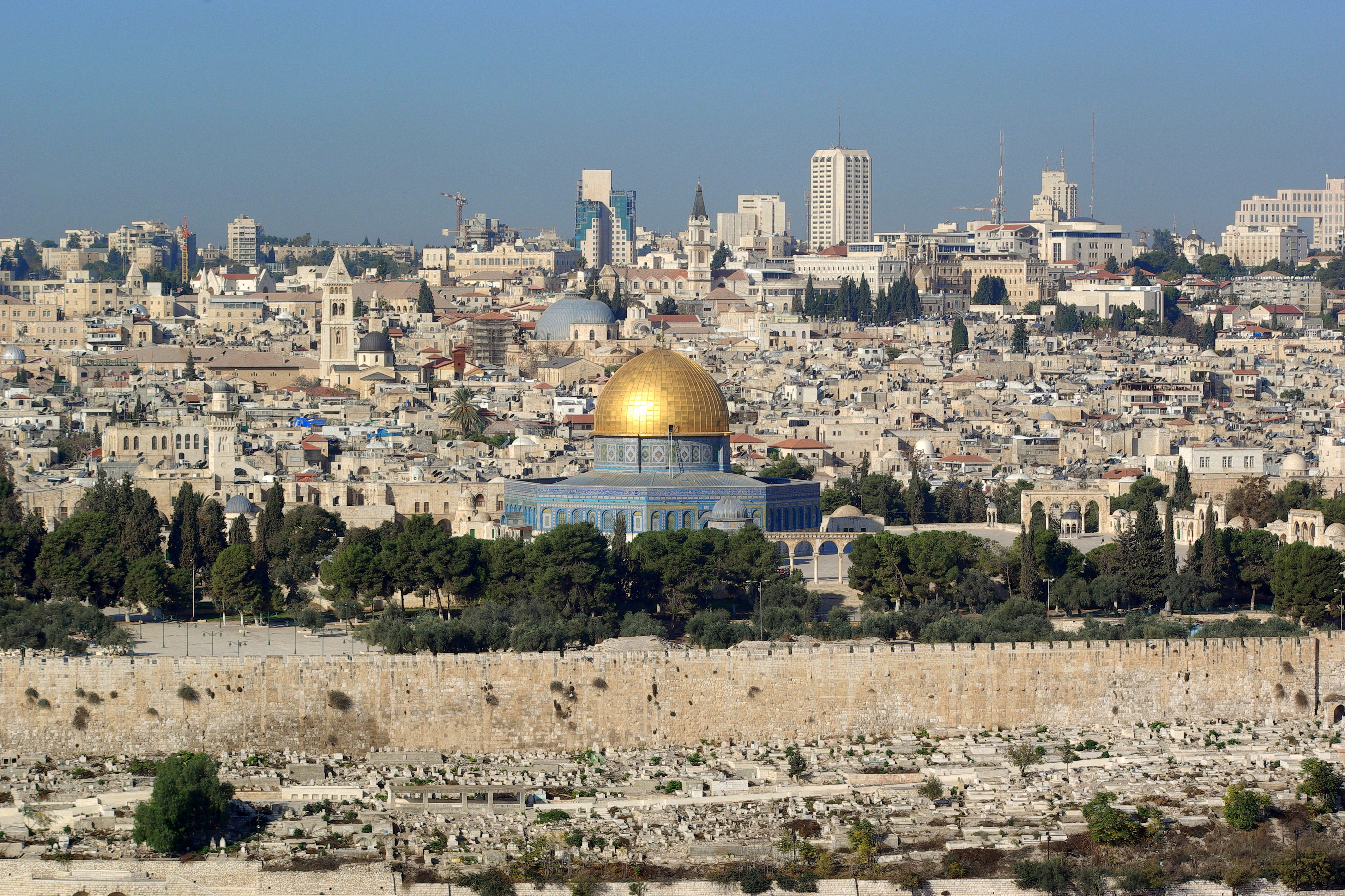
エルサレム
ユダヤ教、キリスト教、イスラム教の聖地であるこの都市は、古代の時代から民族問題、宗教問題などのイデオロギー闘争にさらされてきた。エルサレムを巡る問題はいまなお解決されていない

現代の国際情勢を鑑みても民族紛争などが激化しており、戦争や紛争の問題点を明らかにするためにイデオロギー的背景を明らかにすることは有意義であると考えられる。現代社会のイデオロギーはより複雑で感知しがたいものとなっていると考えられているため、時代に即したイデオロギー分析が必要とされている。

## 年譜
- 1801年 - デステュット・ド・トラシー『観念学要理大綱』
- 1841年 - ルートヴィヒ・フォイエルバッハ『キリスト教の本質』
- 1844年 - カール・マルクス『経済学・哲学草稿』
- 1846年 - カール・マルクス、フリードリヒ・エンゲルス『ドイツ・イデオロギー』
- 1867年 - カール・マルクス、フリードリヒ・エンゲルス『資本論』
- 1895年 - エミール・デュルケム『社会学的方法の規準』
- 1916年 - ヴィルフレッド・パレート『社会学大綱』
- 1922年 - ジェルジ・ルカーチ『歴史と階級意識』
- 1929年 - カール・マンハイム『イデオロギーとユートピア』、V・N・ヴォロシノフ『マルクス主義と言語哲学』
- 1947年 - テオドール・アドルノ、マックス・ホルクハイマー『啓蒙の弁証法』
- 1975年 - ミシェル・ペシュ『言語、意味論、イデオロギー』
- 1979年 - ピエール・ブルデュー『ディスタンクシオン』